# Гутенберг-ан-дер-Рабкламм

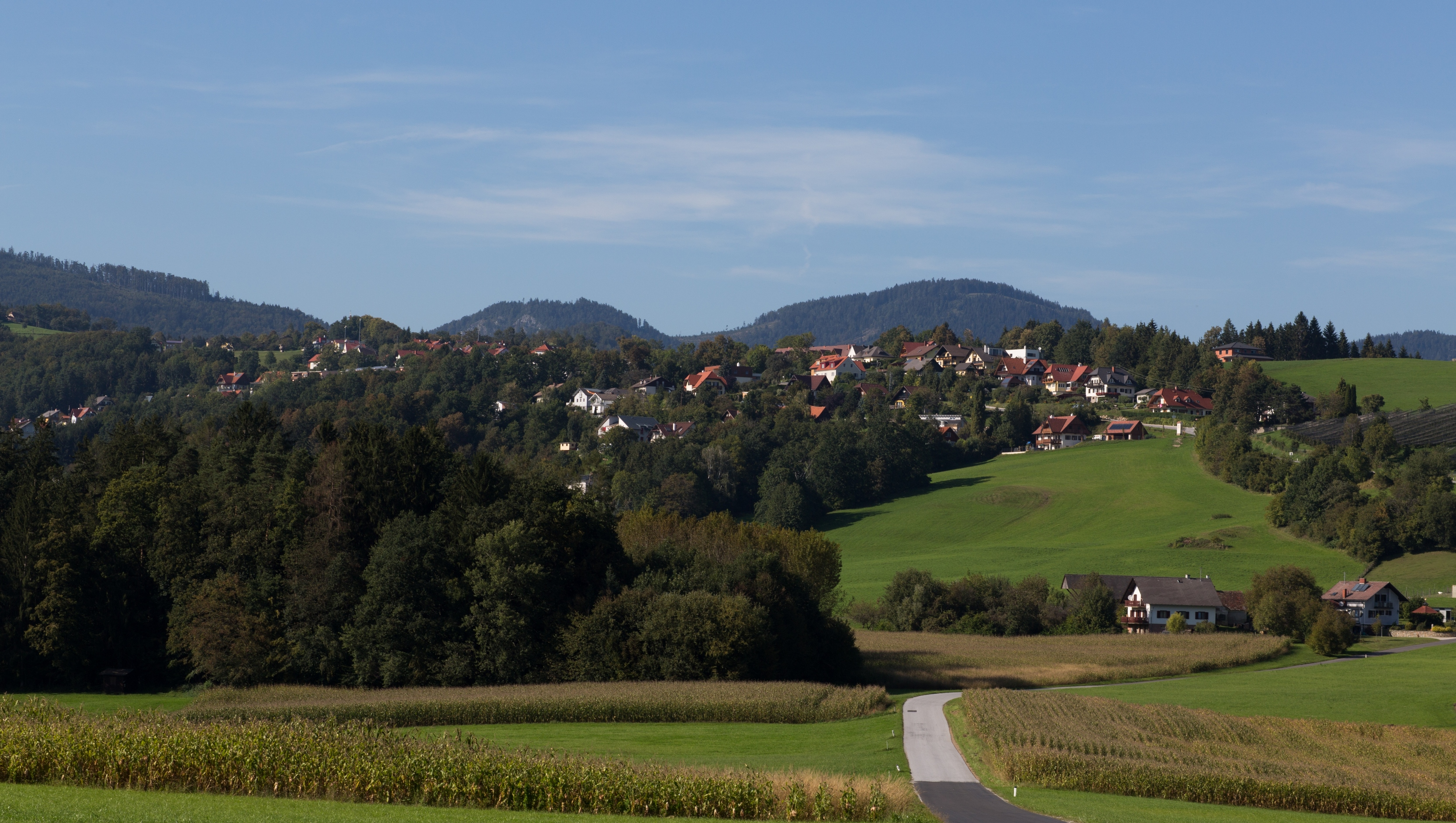
Гутенберг-ан-дер-Рабкламм

Гутенберг-ан-дер-Рабкламм (нем. Gutenberg an der Raabklamm) — коммуна (нем. Gemeinde) в Австрии, в федеральной земле Штирия. 
Входит в состав округа Вайц.  Население составляет 1243 человека (на 31 декабря 2005 года). Занимает площадь 14,56 км². Официальный код  —  61715.

## Политическая ситуация
Бургомистр коммуны — Йохан Керн (АНП) по результатам выборов 2005 года.
Совет представителей коммуны (нем. Gemeinderat) состоит из 15 мест.
- АНП занимает 9 мест.
- СДПА занимает 5 мест.
- Зелёные занимают 1 место.